# جون دبليو. مورغان
جون دبليو. مورغان هو سياسي كندي، ولد في 7 مايو 1964 في كندا.